# Carex drymophila
Carex drymophila är en halvgräsart som beskrevs av Porphir Kiril Nicolai Stepanowitsch Turczaninow. Carex drymophila ingår i släktet starrar, och familjen halvgräs. Inga underarter finns listade i Catalogue of Life.